# 1961 au Québec
Cet article traite des événements survenus en 1961 au Québec. 

## Événements

### Janvier
- 1er janvier : entrée en vigueur de l'assurance-hospitalisation[1].
- 10 janvier : Antonio Talbot devient le chef de l'opposition officielle à l'Assemblée législative. Il succède à Yves Prévost à la tête de l'Union nationale[2].

### Février
- 10 février : l'Assemblée législative adopte une loi créant un Conseil d'orientation économique, dont le but est de conseiller le gouvernement sur ses décisions concernant l'économie[3].
- 19 février : Télé-Métropole, le canal 10 de Montréal, entre en ondes[4].
- 22 février : un projet de loi est déposé, remplaçant la Commission des liqueurs par une Régie des Alcools[5].
- 25 février : Montréal reçoit 30 millimètres de verglas, l'une des pires tempêtes de ce genre de son histoire. Les dégâts sont évalués à $7 000 000[6].

### Mars
- 4 mars : Jean Marchand est élu président de la CSN. Il succède à Roger Mathieu[7].
- 24 mars : 
  - création de l’Office de la langue française, devenu l’Office québécois de la langue française en 2002[8].
  - création d'une commission présidée par Mgr Alphonse-Marie Parent qui fera enquête sur l'état de l'éducation au Québec[9].
- 28 mars : Jean Lesage annonce son premier remaniement ministériel. René Lévesque devient le premier titulaire du nouveau ministère des Richesses naturelles et Georges-Émile Lapalme prend en charge celui, tout aussi nouveau, des Affaires culturelles. Jean Lesage se met à la tête du troisième ministère créé cette année, celui des Affaires fédérales-provinciales, alors qu'il cumule toujours les charges de premier ministre et de ministre des Finances[10].

### Mai
- 25 mai : le gouvernement Lesage annonce que les trésors polonais retenus par Maurice Duplessis seront retournés à la Pologne. Le premier ministre Duplessis avait refusé de les rendre sous prétexte que ce pays était devenu communiste[11].

### Juin
- 1er juin : Marcel Chaput, vice-président du RIN, est invité à démissionner de son poste de fonctionnaire à Ottawa[12].
- 10 juin : la deuxième session de la 26e législature est prorogée[10].
- 30 juin : Georges Lemay et ses complices effectuent le vol de banque le plus important de l'histoire du Québec. Ils réussissent à s'emparer de plusieurs millions de dollars dans une succursale d'une Banque de la Nouvelle-Écosse à Montréal[13].

### Septembre
- 7 septembre : Raymond Barbeau lance son livre Pourquoi j'ai choisi l'indépendance?[14]
- 23 septembre : congrès à la chefferie de l'Union nationale à Québec. Daniel Johnson en devient son nouveau chef. Il a obtenu 1006 voix contre 912 pour son adversaire Jean-Jacques Bertrand[15].

### Octobre
- 4 octobre : Jean Lesage est reçu à l'Élysée par le président français Charles de Gaulle[16].
- 5 octobre : inauguration de la Maison du Québec à Paris par Jean Lesage[17].
- 11 octobre : Paul Comtois devient le nouveau lieutenant-gouverneur du Québec[10].
- 20 octobre : Jean Drapeau annonce la construction d'un métro dont les coûts s'élèveront, selon lui, à 150 millions $[18].
- 29 octobre : Marcel Chaput succède à André d'Allemagne comme président du RIN[19].

### Novembre
- 17 novembre : Marcel Chaput est suspendu de son poste de fonctionnaire fédéral[20].
- 24 novembre : la FTQ et la CSN se prononcent contre l'indépendance du Québec[21].

### Décembre
- 4 décembre : Marcel Chaput remet finalement sa démission comme fonctionnaire fédéral[22].
- 6 décembre : début des audiences publiques de la Commission Parent sur l'éducation[23].
- 14 décembre : les libéraux Pierre Laporte et Claire Kirkland-Casgrain remportent les élections partielles de Chambly et de Jacques-Cartier. Claire Kirkland-Casgrain devient la première femme à siéger à l'Assemblée législative[10].

## Naissances
- Mario Chenart (chanteur) († 16 février 2019)
- Martin Pelchat (journaliste)
- Sonia Bélanger (infirmière et femme politique)
- 9 janvier - Sylvain Pagé (homme politique)
- 13 janvier - André Villeneuve (homme politique)
- 15 janvier
  - Yves P. Pelletier (comédien et scénariste)
  - Marcel Côté (peintre)
- 27 janvier - Benoît Gouin (acteur)
- 28 janvier - Normand Rochefort (joueur de hockey)
- 4 février - 
  - Denis Cyr (joueur de hockey)
  - Denis Savard (joueur et entraineur de hockey)
- 7 février - Steve Penney (joueur de hockey)
- 21 février - Deano Clavet (acteur et boxeur)
- 28 février
  - René Simard (chanteur)
  - Michel Rabagliati (auteur de bandes dessinées)
- 1 mars - Michel Galarneau (joueur de hockey)
- 10 mars - Alain Dumas (humoriste et animateur de radio))
- 12 mars - Joseph Facal (homme politique)
- 13 mars - Michel Bolduc (joueur de hockey)
- 15 mars - Martine Beaugrand (femme politique, mairesse, par intérim, de Laval) († 9 juillet 2014)
- 23 mars - Diane Barbeau (femme politique) († 6 novembre 2021)
- 8 avril
  - Patrice Coquereau (acteur)
  - Élise Guilbault (actrice)
- 20 avril - Corrado Micalef (joueur de hockey)
- 30 avril - Érik Canuel (réalisateur et scénariste au cinéma) († 15 juin 2024)
- 2 mai - Sophie Thibault (journaliste)
- 13 mai - Linda Goupil (femme politique)
- 14 mai - 
  - Alain Vigneault (joueur et entraineur de hockey)
  - Jean Leloup (chanteur)
- 24 mai - Alain Lemieux (joueur de hockey)
- 12 juin - Amir Khadir (homme politique)
- 19 juillet - Patrice Vincent (militaire, tué lors d'un attentat à Saint-Jean-sur-Richelieu) († 20 octobre 2014)
- 23 juillet
  - André Ducharme (comédien et scénariste)
  - Richard Martineau (journaliste et animateur)
- 28 juillet - Pascale Montpetit (actrice)
- 11 juillet - Rachel Laurin (compositrice et organiste) († 13 août 2023)
- 14 août - Michel Pépin (courriériste parlementaire) († 19 novembre 2018)
- 12 septembre - Mylène Farmer (actrice et chanteuse)
- 22 septembre - Diane Lemieux (femme politique)
- 24 septembre - Luc Picard (acteur)
- 28 septembre - Stephen Kasper (joueur de hockey)
- 30 septembre - Erica Ehm (actrice et productrice)
- 16 octobre - Pierre-Karl Péladeau (homme d'affaires et chef du Parti québécois)
- 3 novembre
  - Claudine Mercier (imitatrice et humoriste)
  - Geneviève Rioux (actrice)
- 8 décembre - André Bachand (homme d'affaires et homme politique)
- 26 décembre - Daniel Bélanger (chanteur).
- 29 décembre - Antoine Durand (acteur spécialisé dans le doublage)

## Décès
- 14 mai - Albert Sévigny (homme politique) (º 31 décembre 1881)
- 29 mai - Gilbert Layton (homme politique) (º 5 novembre 1899)
- 19 juin - Richard Ernest William Turner (en) (militaire) (º 25 juillet 1871)
- 14 juillet - Maxime Raymond (homme politique) (º 25 décembre 1883)
- 30 septembre - Onésime Gagnon (lieutenant-gouverneur et ancien ministre) (º 23 octobre 1888)

### Articles généraux
- Chronologie de l'histoire du Québec (1960 à 1981)
- L'année 1961 dans le monde
- 1961 au Canada

### Articles sur l'année 1961 au Québec
- Commission Parent

## Sources et références
1. ↑  Louis La Rochelle. En flagrant délit de pouvoir. Boréal Express. Montréal. 1982. p. 31
2. ↑  Bilan du Siècle
3. ↑  Bilan du Siècle
4. ↑  Le monde du spectacle vol. IV. Publications Éclair. 1975. p. 135
5. ↑  « Régie des alcools: l'étude du projet de loi commence aujourd'hui », Le Devoir,‎ 22 février 1961, p. 1
6. ↑  Bilan du Siècle
7. ↑  Bilan du Siècle
8. ↑  Création de l'Office de la langue française
9. ↑  Bilan du Siècle
10. 1 2 3 4  « Chronologie parlementaire 1960-1961 » (consulté le 27 mars 2009)
11. ↑  Bilan du Siècle
12. ↑  Est-ce le début de la répression? Séparatiste, Marcel Chaput est invité à démissionner comme fonctionnaire d'Ottawa. Le Devoir. 2 juin 1961. p. 1
13. ↑  Bilan du Siècle
14. ↑  « Raymond Barbeau dit pourquoi il a choisi l'indépendance », Le Devoir,‎ 8 septembre 1961, p. 3
15. ↑  Louis la Rochelle. En flagrant délit de pouvoir. Boréal Express. Montréal. 1982. p. 38
16. ↑  Dale C. Thompson. De Gaulle et le Québec. Éditions du Trécarré. 1990. p. 121
17. ↑  Idem
18. ↑  Jean-Marc Laliberté. Montréal aura le métro le plus moderne au monde. Le Devoir. 21 octobre 1961. p. 1, 2
19. ↑  M. Marcel Chaput est élu président général. Le RIN condamne l'impôt fédéral sur le revenu et déconseille l'achat des obligations d'Ottawa. Le Devoir. 30 octobre 1961. p. 2
20. ↑  Chaput: « Ma suspension aidera le séparatisme ». Le Devoir. 18 novembre 1961. p. 1
21. ↑  Fernand Bourret. La FTQ: régler nos griefs sans recourir au séparatisme. Le Devoir. 25 novembre 1961. p. 1
22. ↑  Jean-François Nadeau. Bourgault. Lux. 2007. p. 103
23. ↑  Louis La Rochelle. En flagrant délit de pouvoir. Boréal Express. Montréal. 1982. p. 42